# Ljod 2
Ljod 2 (russisk: Лёд 2) er en russisk spillefilm fra 2020 af Zjora Kryzjovnikov.

## Medvirkende
- Aglaja Tarasova som Nadezjda 'Nadja' Lapsjina
- Aleksandr Petrov som Aleksandr 'Sasja' Gorin
- Marija Aronova som Irina Shatalina
- Vitalija Kornijenko som Nadezjda 'Nadja' Gorina
- Nadezjda Mikhalkova som Anna 'Anya'